# Eudoksja Iwanówna
Eudoksja Iwanówna (zm. 1342) - księżniczka włodzimierska i moskiewska, księżna jarosławska z dynastii Rurykowiczów.
Córka Iwana I Kality, wielkiego księcia włodzimierskiego i moskiewskiego, i jego pierwszej żony Heleny. Została wydana za mąż za Wasyla Groźnookiego, wielkiego księcia jarosławskiego.